# Luzula oligantha
Luzula oligantha là một loài thực vật có hoa trong họ Juncaceae. Loài này được Sam. mô tả khoa học đầu tiên năm 1927.